# Phalonidia
Phalonidia is een geslacht van vlinders van de familie bladrollers (Tortricidae), uit de onderfamilie Tortricinae.

## Soorten
- P. acrota Razowski, 1993
- P. acutana (Kennel, 1913)
- P. aeraria Razowski, 1967
- P. affinitana - Zultebladroller (Douglas, 1846)
- P. albipalpana (Zeller, 1847)
- P. aliena Kuznetsov, 1966
- P. alismana Ragonot, 1883
- P. assensus Razowski, 1967
- P. contractana (Zeller, 1847)
- P. curvistrigana - Guldenroedebladroller (Stainton, 1859)
- P. chloridia Razowski & Becker, 1994
- P. chlorolitha (Meyrick, 1931)
- P. deliphrobursa Razowski, 1992
- P. diaphona Razowski & Becker, 1986
- P. dotica Razowski, 1993
- P. droserantha Razowski, 1970
- P. fraterna Razowski, 1970
- P. fulvimixta (Filipjev, 1940)
- P. gilvicomana (Zeller, 1847)
- P. haesitans Razowski & Becker, 1994
- P. hapalobursa Razowski & Becker, 1986
- P. hypagosocia Razowski, 1993
- P. introrsa Razowski, 1993
- P. julianiensis Liu & Ge, 1991
- P. karsholti Razowski, 1993
- P. kathetospina Razowski, 1993
- P. latifasciana Razowski, 1970
- P. latipunctana (Walsingham, 1879)
- P. lochites Razowski, 1993
- P. loipa Razowski, 1994

- P. lydiae (Filipjev, 1940)
- P. manniana - Muntbladroller (Fischer v. Roslerstamm, 1839)
- P. meizobursa Razowski & Becker, 1994
- P. melanothicta (Meyrick, 1927)
- P. melletes Razowski & Becker, 1994
- P. mesomerista Razowski, 1994
- P. mimohospes (Razowski & Becker, 1983)
- P. multistrigata (Walsingham, 1914)
- P. nicotiana Liu & Ge, 1991
- P. nonaxyra Razowski, 1994
- P. ochrimixtana (Zeller, 1877)
- P. parvana Kawabe, 1980
- P. phlebotoma Razowski & Becker, 1994
- P. praemorsa Razowski, 1993
- P. pruinosana Zeller
- P. rufoatra Razowski, 1992
- P. sarovalva Razowski, 1993
- P. saxicolana (Walsingham, 1879)
- P. scabra Liu & Ge, 1991
- P. scolopis Razowski, 1993
- P. silvestris Kuznetsov, 1966
- P. sphragidias (Meyrick, 1932)
- P. stirodelphys (Diakonoff, 1976)
- P. swammerdamiana (Zeller, 1877)
- P. synucha Razowski & Becker, 1986
- P. thryptica Razowski, 1994
- P. trabalea Razowski & Becker, 1994
- P. udana - Wederikbladroller (Guenée, 1845)
- P. walkerana Razowski, 1967
- P. zygota Razowski, 1964